# Бладел
Бладел (нід. Bladel) — муніципалітет у Нідерландах, у провінції Північний Брабант.
Крім однойменного міста до складу муніципалітету Бладел входить низка населених пунктів, зокрема село Гогелон.

## Топографія
Нідерландська топографічна карта муніципалітету Бладел, 2013.

## Визначні мешканці
- Рой Беренс (нар. 1987) — нідерландський футболіст

## Галерея

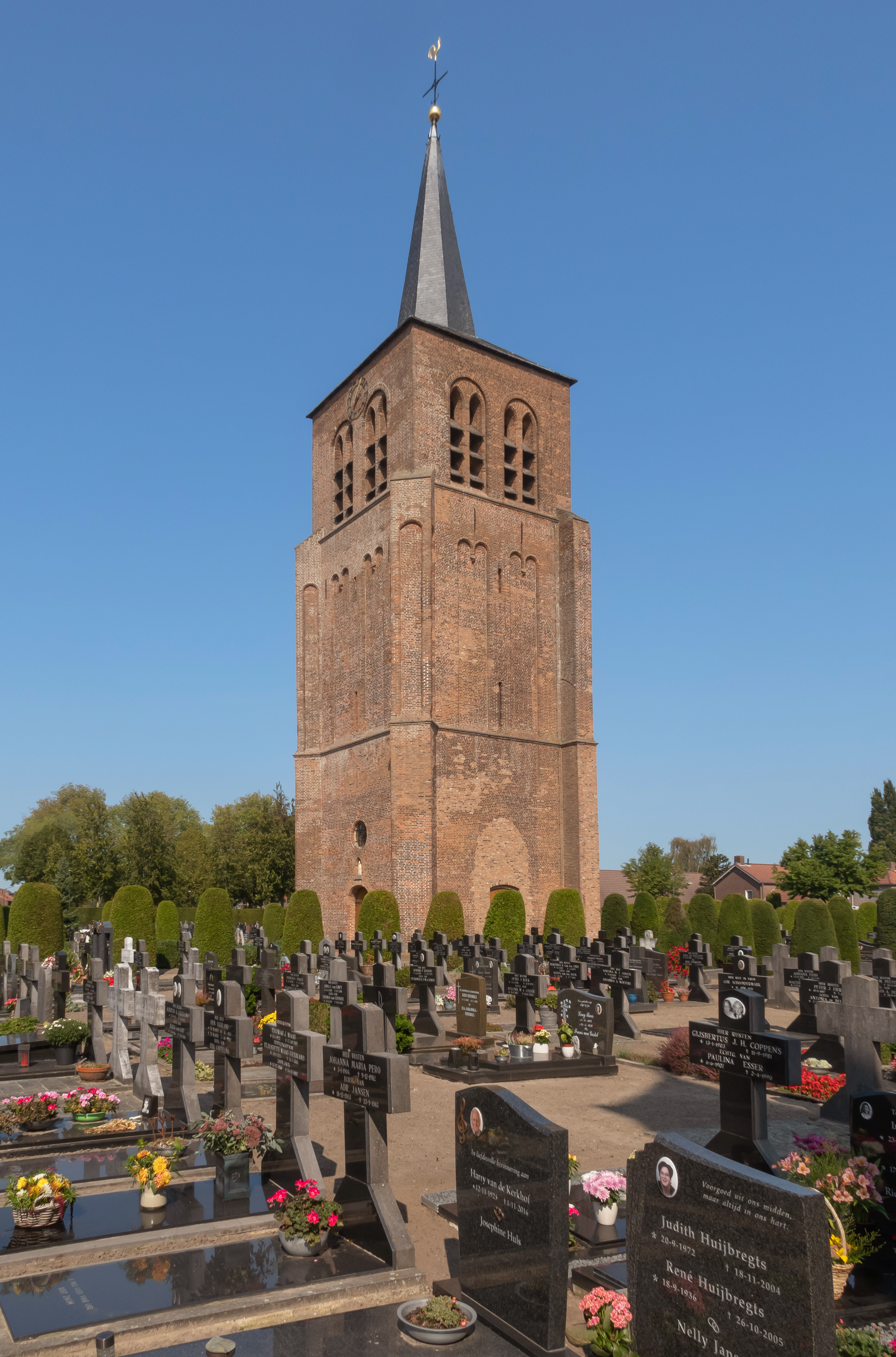
Церковна вежа
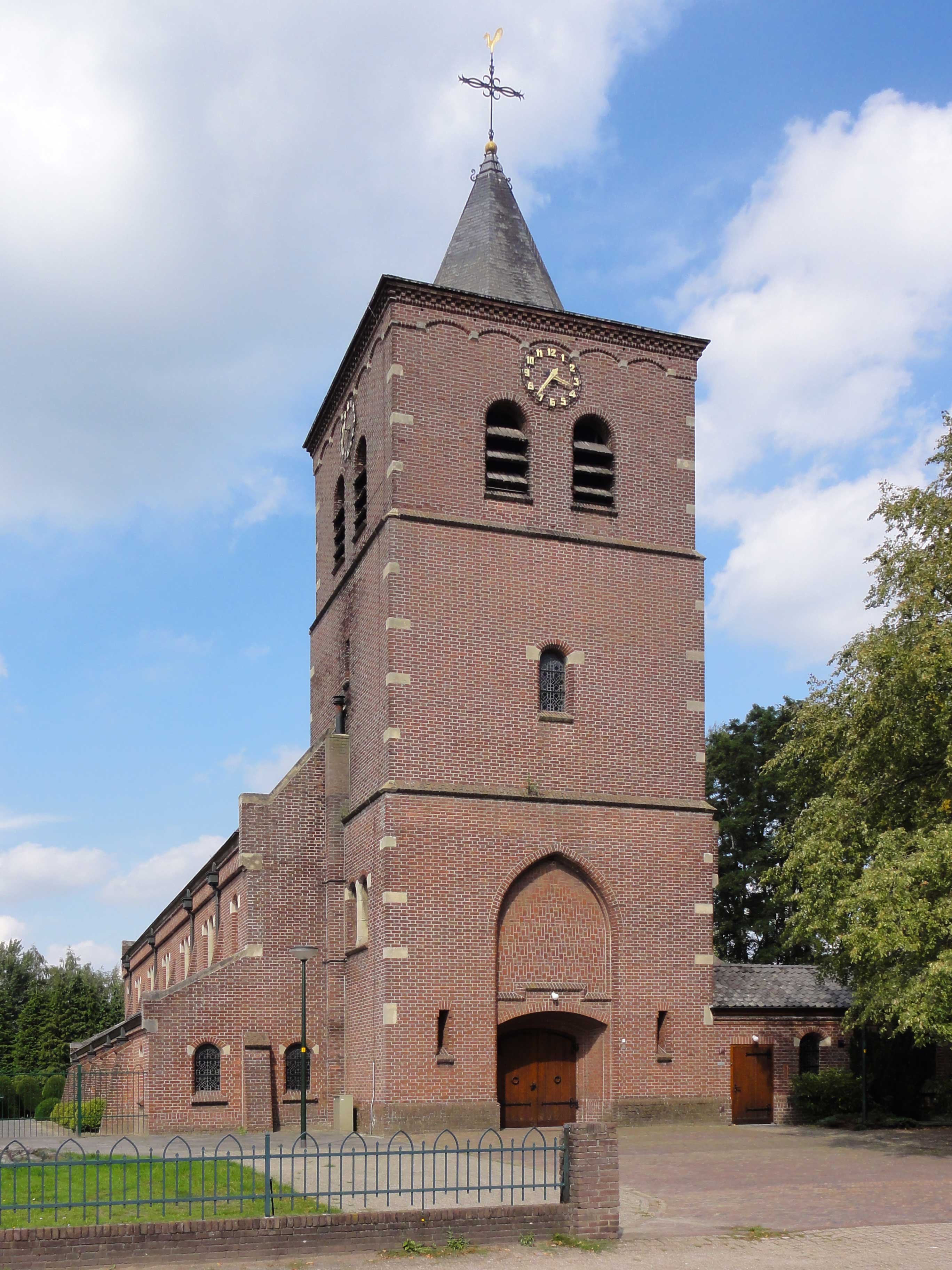
Церква
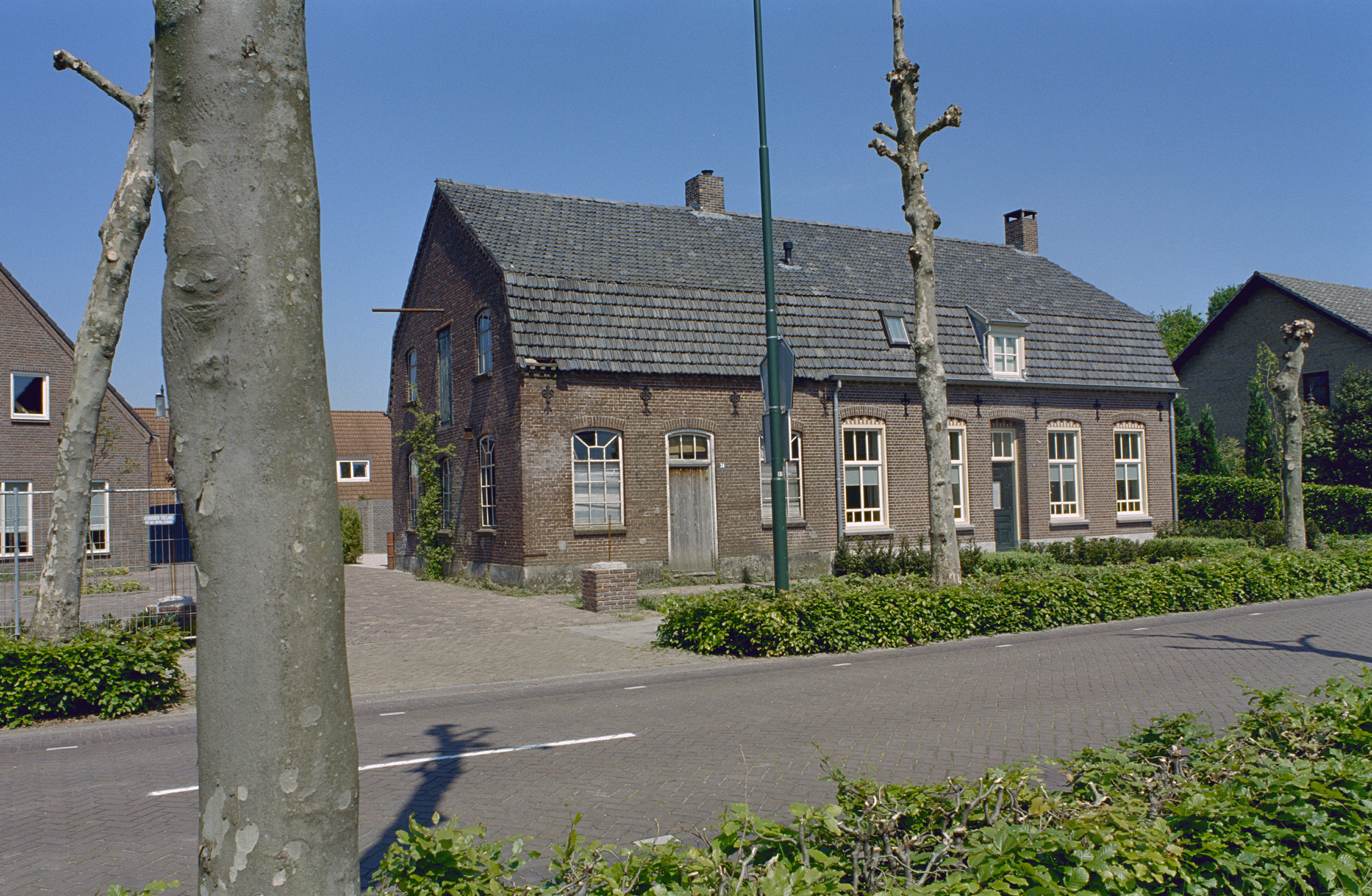
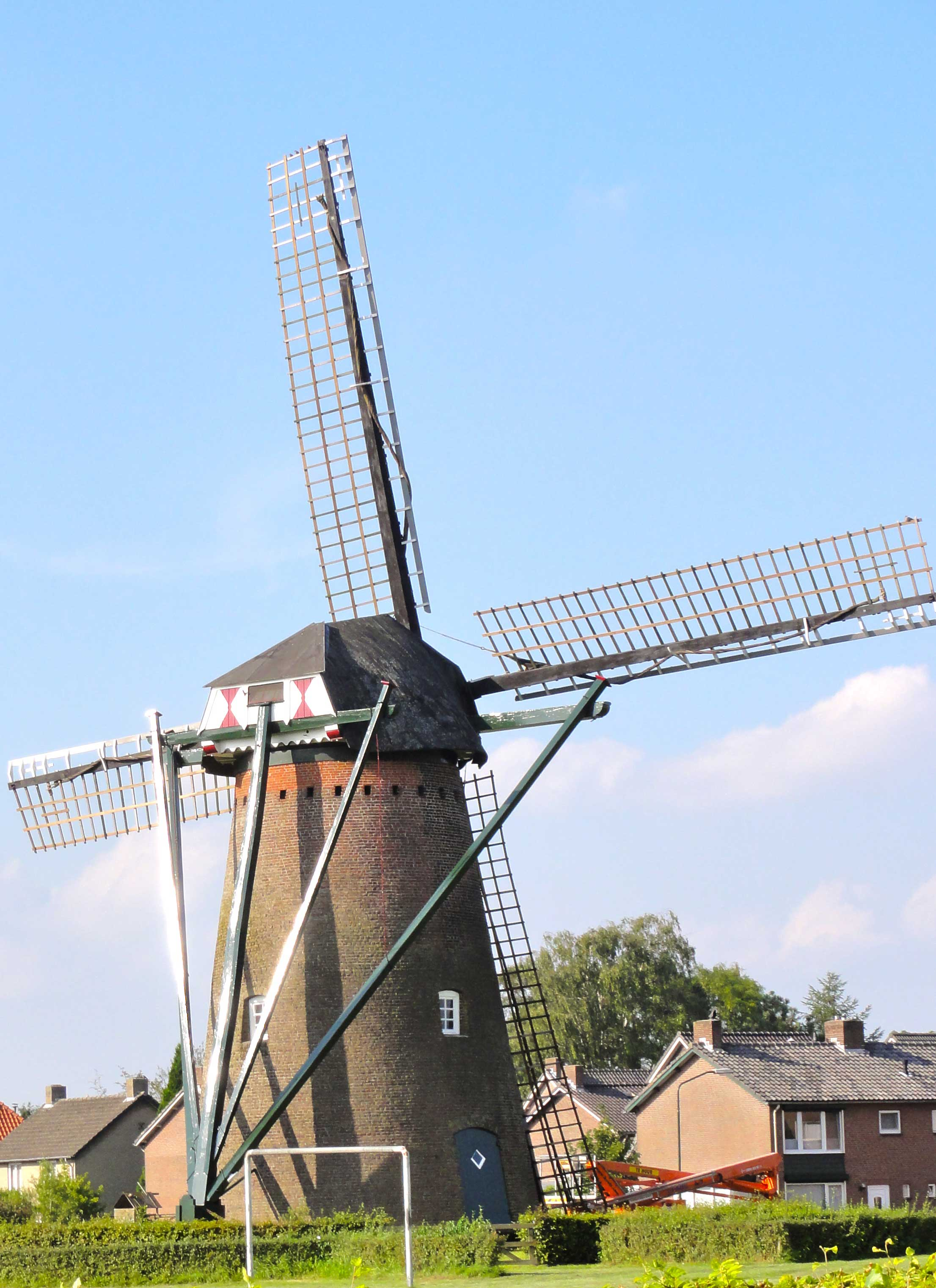
Вітряк у селі
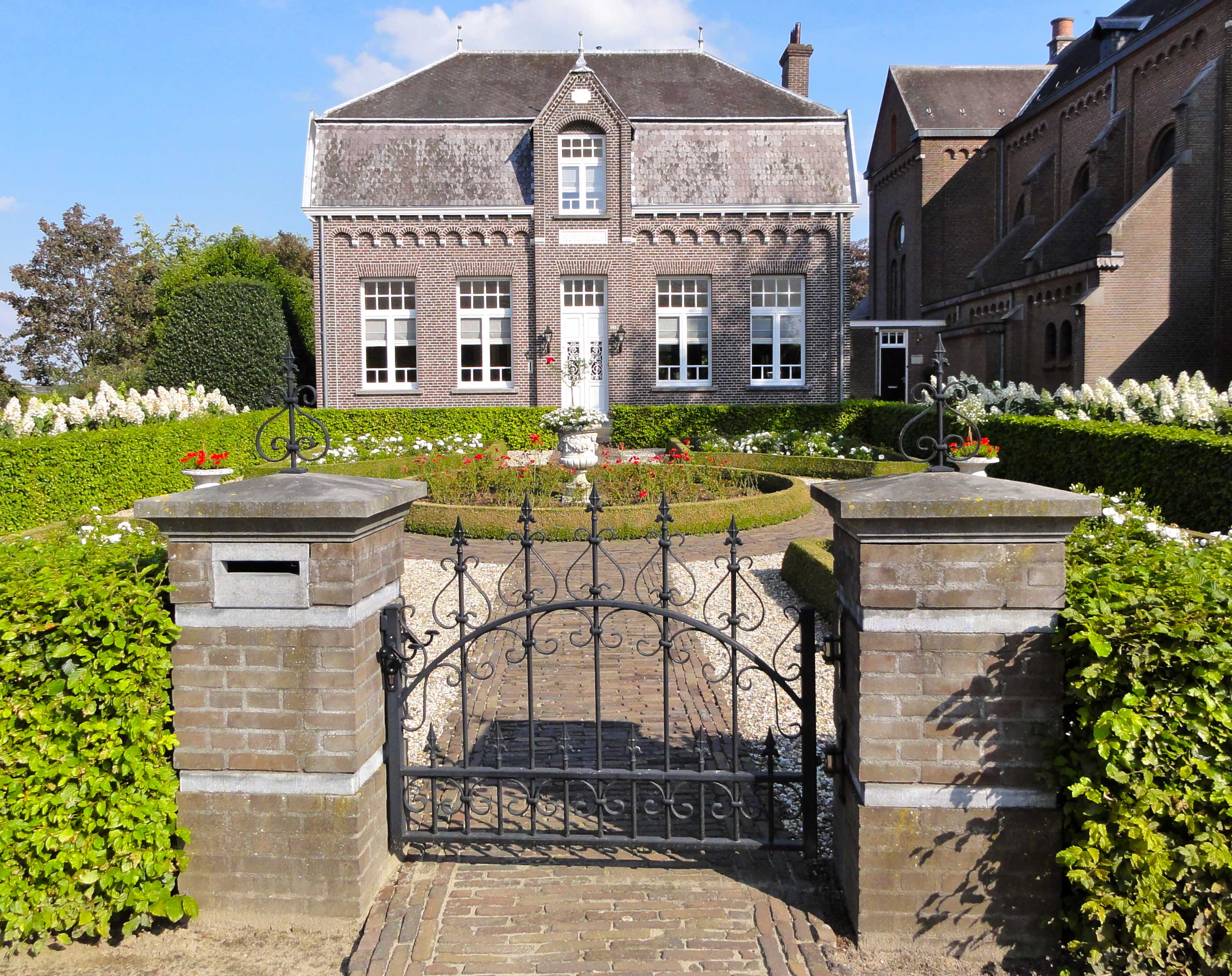
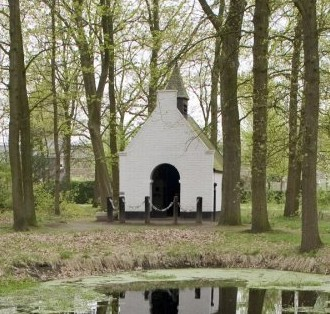
Каплиця поблизу села